# Ghanawat
Ghanawat (pers. قنوات) – miasto w środkowym Iranie, w ostanie Kom. W 2006 roku miasto liczyło 7693 mieszkańców w 1887 rodzinach.